# (21075) Heussinger
(21075) Heussinger – planetoida z pasa głównego asteroid okrążająca Słońce w ciągu 3 lat i 281 dni w średniej odległości 2,42 j.a. Została odkryta 12 września 1991 roku w Karl Schwarzschild Observatory w Tautenburgu przez Freimuta Börngena i Lutza Schmadela. Nazwa planetoidy pochodzi od Adalberta Heussingera (ur. 1923), członka Zakonu Braci Mniejszych. Przed nadaniem nazwy planetoida nosiła oznaczenie tymczasowe (21075) 1991 RF4.